# Ledu (köping i Kina)
Ledu (kinesiska: 乐都镇, 乐都) är en köping i Kina. Den ligger i provinsen Sichuan, i den sydvästra delen av landet, omkring 140 kilometer söder om provinshuvudstaden Chengdu. Antalet invånare är 11 951. Befolkningen består av 5 903 kvinnor och 6 048 män. Barn under 15 år utgör 12,0 %, vuxna 15-64 år 74 %, och äldre över 65 år 12,0 %.
Genomsnittlig årsnederbörd är 1 554 millimeter. Den regnigaste månaden är juli, med i genomsnitt 399 mm nederbörd, och den torraste är januari, med 13 mm nederbörd.